# Roman Loutskyi
Pour les articles homonymes, voir Loutskyi.
Roman Loutskyi (ukrainien : Роман Михайлович Луцький), né le 20 mars 1986 dans l'oblast d'Ivano-Frankivsk (République socialiste soviétique d'Ukraine, URSS), est un acteur de théâtre et de cinéma ukrainien.
Artiste émérite d'Ukraine en 2018, il a acquis une grande notoriété après avoir participé au film La Forteresse (2017).

## Filmographie partielle

### Au cinéma
- 2013: Le Scandale Paradjanov ou la Vie tumultueuse d'un artiste soviétique: Youri Illienko
- 2015: Teper ya budu lyubyty tebe: jeune Stanislav (comme Roman Loutskyy)
- 2017: La Forteresse (Storozhova zastava): Oleshko (comme Roman Loutskyy)
- 2018: Seks i nichoho osobystoho
- 2018: Vykradena pryntsesa: Ruslan i Lyudmyla: Okhoronets #2  (voix - comme Roman Loutskyy)
- 2019: Taras. Povernennya: Mostovsky
- 2020: The Inglorious Serfs (uk): Tarcomme Shevchenko
- 2020: Viddana: Petro Skolyk
- 2021: Reflection (Vidblysk): Serhiy
- 2022: Rocky Road to Berlin (en post-production)

## Récompenses et distinctions
- 2018 : Artiste émérite d'Ukraine
- 2021 : Ordre du Mérite, III degré

- (en) Roman Loutskyi: Awards, sur l'Internet Movie Database